# Andreas de Maydeburg
Andreas de Maydeburg (auch Meydeburg) war ein im Mittelalter amtierender Dresdner Ratsherr und Bürgermeister.
Über seine Herkunft und sein Leben ist wenig bekannt. Bereits 1296 wird ein Andreas de Magdeburg  – wahrscheinlich sein Vater – erstmals als Mitglied des städtischen Rates genannt und gehörte diesem bis 1311 an. Andreas de Maydeburg (d. J.) ist 1342 als markgräflicher Bedeeinnehmer erwähnt und war 1352 Mitglied des Dresdner Rates und Bürgermeister.